# Orientogomphus armatus
Orientogomphus armatus – gatunek ważki z rodziny gadziogłówkowatych (Gomphidae).